# Ханьдань (уезд)
Уезд Ханьда́нь (кит. упр. 邯郸县, пиньинь Hándān xiàn) — бывший уезд городского округа Ханьдань провинции Хэбэй (КНР).

## История
Уезд Ханьдань был образован ещё при империи Западная Хань, то есть имеет более двух тысяч лет истории.
В 1949 году был создан Специальный район Ханьдань (邯郸专区), и уезд вошёл в его состав. В 1952 году посёлок Ханьдань, в котором размещалось правление уезда, был поднят в статусе до города и выделен в отдельную административную единицу. В 1958 году был расформирован Специальный район Синтай (邢台专区), и 14 бывших его уездов вошло в состав Специального района Ханьдань, при этом территория уезда Ханьдань была разделена между городом Ханьдань и уездом Юннянь. В 1962 году уезд был восстановлен в прежних границах. В 1970 году Специальный район Ханьдань был переименован в Округ Ханьдань (邯郸地区). В июне 1993 года округ Ханьдань и город Ханьдань были расформированы, и образован Городской округ Ханьдань.
30 сентября 2016 года уезд Ханьдань был расформирован; его территория была разделена между районами Цунтай и Ханьшань.

## Административное деление
Уезд Ханьдань делится на 4 посёлка и 6 волостей.